# Майселова синагога
Майселова синагога (чеськ. Maiselova synagoga)— колишня синагога та один з об'єктів Єврейського музею у Празі.
Збудована протягом 1590-1592 років на основі привілею імператора Рудольфа II. Її засновником був примас празького єврейського міста Мордехай Майсель. 
На свою добу незвичайний трикорабельний храм у стилі ренесансу збудували конструктори Юда Кореф Герц та Йосеф Вагл.
У 1689 році при пожежі гетто синагога згоріла й потім була кілька разів перебудована. Оновленя до сучасної неоготичної форми було реалізовано згідно з проектом професора Гротта у 1893-1905 роках.

## Постійна виставка
У просторі синагоги встановлена постійна виставка «Євреї на чеських землях, 10-18 століття». В ній експонована аудіовізуальна 2D проєкція вулиць старого єврейського мікрорайону, як його зображує відома Лангвайлова модель Праги.
Окрім рідкісних експонатів колекції, у виставці представлені старовинні єврейські рукописи в інтерактивному форматі: охочі можуть заглянути в старі історичні плани єврейських поселень або відшукати визначних єврейських особистостей в архіві.
Виставка наближує внутрішнє життя єврейських громад у чеських землях та їхні багатосторонні відносини з навколишнім суспільством.
Вступною темою виставки є єврейське заселення у чеських землях. Наслідують теми становище євреїв у середньовічному та ранньому новоісторичному суспільстві, єврейська громада та традиційна єврейська освіта. Центральний простір синагоги присвячений ренесанційному «золотому віку» празьких євреїв, при чому особлива увага належить меценату та будівельникові синагоги Мордехаю Майселові та легенді про Ґолема.
Простір північного бічного корабля синагоги присвячений єврейським типовими професіям, побуту, дискримінації, протиєврейським заворушенням та релігійному утиску. Виставку закінчує короткий епілог у західній частині простору під галерею, який на прикладі єврейського просвітництва та зміцнювальних контактів між євреями та християнами у просвітницькій Празі оповіщує зміну життя чеських євреїв з кінця 18 століття.
Завдяки можливості змінювати простір виставки в аудиторії — проводяться вечірні програми. Синагога також є місцем для камерних художніх виступів: музичних, декламаторських або театру одного актора.
Інформація для туристів:
- частина екскурсії «Єврейський музей у Празі» або «Празьке єврейське місто»;
- безбар'єрний доступ;
- у вестибюлі синагоги знаходиться каса, музейна крамниця, у синагозі туалети для відвідувачів.